# Лендрі Філдз
Лендрі Філдз (англ. Landry Fields, нар. 27 червня 1988, Лонг-Біч, Каліфорнія, США) — американський професіональний баскетболіст. Згодом — помічник генерального менеджера команди НБА «Атланта Гокс».

## Ігрова кар'єра
На університетському рівні грав за команду Стенфорд (2006–2010). 
2010 року був обраний у другому раунді драфту НБА під загальним 39-м номером командою «Нью-Йорк Нікс». Професійну кар'єру розпочав 2010 року виступами за тих же «Нью-Йорк Нікс», захищав кольори команди з Нью-Йорка протягом наступних 2 сезонів. 6 лютого 2011 року в матчі проти «Філадельфії» набрав 25 очок та 10 підбирань. За підсумками свого дебютного сезону був включений до першої збірної новачків НБА.
2012 року став гравцем «Торонто Репторз», у тренерського штабу якого були великі сподівання на Філдза. Проте гравця почали переслідувати травми, а ігрова статистика почала погіршуватись. Врешті-решт останнім сезоном для гравця став 2014—2015, після якого він змушений був достроково завершити спортивну кар'єру. 
У вересні 2016 року став скаутом клубу «Сан-Антоніо Сперс».

## Статистика виступів в НБА

### Регулярний сезон
| Сезон             | Команда           | GP  | GS  | MPG  | FG%  | 3P%  | FT%  | RPG | APG | SPG | BPG | PPG |
| ----------------- | ----------------- | --- | --- | ---- | ---- | ---- | ---- | --- | --- | --- | --- | --- |
| 2010–11           | «Нью-Йорк Нікс»   | 82  | 81  | 31.0 | .497 | .393 | .769 | 6.4 | 1.9 | 1.0 | .2  | 9.7 |
| 2011–12           | «Нью-Йорк Нікс»   | 66  | 62  | 28.7 | .460 | .256 | .562 | 4.2 | 2.6 | 1.2 | .3  | 8.8 |
| 2012–13           | «Торонто Репторз» | 51  | 22  | 20.3 | .457 | .143 | .642 | 4.1 | 1.2 | .6  | .2  | 4.7 |
| 2013–14           | «Торонто Репторз» | 30  | 2   | 10.7 | .403 | .000 | .636 | 2.0 | .7  | .3  | .1  | 2.3 |
| 2014–15           | «Торонто Репторз» | 26  | 9   | 8.3  | .488 | .500 | .833 | 1.0 | .6  | .4  | .0  | 1.8 |
| Усього за кар'єру | Усього за кар'єру | 255 | 176 | 23.6 | .473 | .332 | .666 | 4.3 | 1.6 | .8  | .2  | 6.8 |

### Плей-оф
| Сезон             | Команда           | GP | GS | MPG  | FG%  | 3P%  | FT%  | RPG | APG | SPG | BPG | PPG |
| ----------------- | ----------------- | -- | -- | ---- | ---- | ---- | ---- | --- | --- | --- | --- | --- |
| 2011              | «Нью-Йорк Нікс»   | 4  | 4  | 17.8 | .200 | .000 | .167 | 1.3 | 1.3 | .5  | .8  | 1.8 |
| 2012              | «Нью-Йорк Нікс»   | 5  | 4  | 23.0 | .484 | .200 | .714 | 3.0 | 1.4 | .6  | .0  | 7.2 |
| 2014              | «Торонто Репторз» | 3  | 0  | 8.7  | .000 | .000 | .000 | 2.3 | .3  | 1.3 | .3  | .0  |
| Усього за кар'єру | Усього за кар'єру | 12 | 8  | 17.7 | .375 | .111 | .462 | 2.3 | 1.1 | .8  | .3  | 3.6 |

## Післяігорова кар'єра
Після завершення спортивної кар'єри став скаутом «Сан-Антоніо Сперс». 
2 жовтня 2020 року був призначений помічником генерального менеджера «Атланта Гокс».

## Особисте життя
Батько Філдза, Стів був також баскетболістом і навіть був вибраним на драфті 1975 року «Портлендом», проте так і не зіграв жодного матчу в НБА. Має молодшу сестру та брата.
Одружений з моделлю Ілейн Алден, з якою має двох синів — Джексона Джеймса (2013) та Кая Девіда (2016).